# Sân bay Shakiso
Sân bay Shakiso (IATA: SKR, ICAO: HASK) là một sân bay ở Shakiso, Ethiopia.